# Torpille (motorfiets)
Torpille is een Belgisch historisch merk van tricycles en gemotoriseerde tandems.
Deze werden in 1920 geproduceerd door Schoofs & Cie in Brussel.
De driewielers hadden JAP V-twins of Franse Train-motoren. De tandems werden "automobilette Torpille" genoemd. Torpille heeft ook ooit fietsen geproduceerd, getuige een advertentie van de firma "Yonnal" (zie: NOVY) van ca. 1930 waarin deze fietsen werden aangeboden.